# Diploma

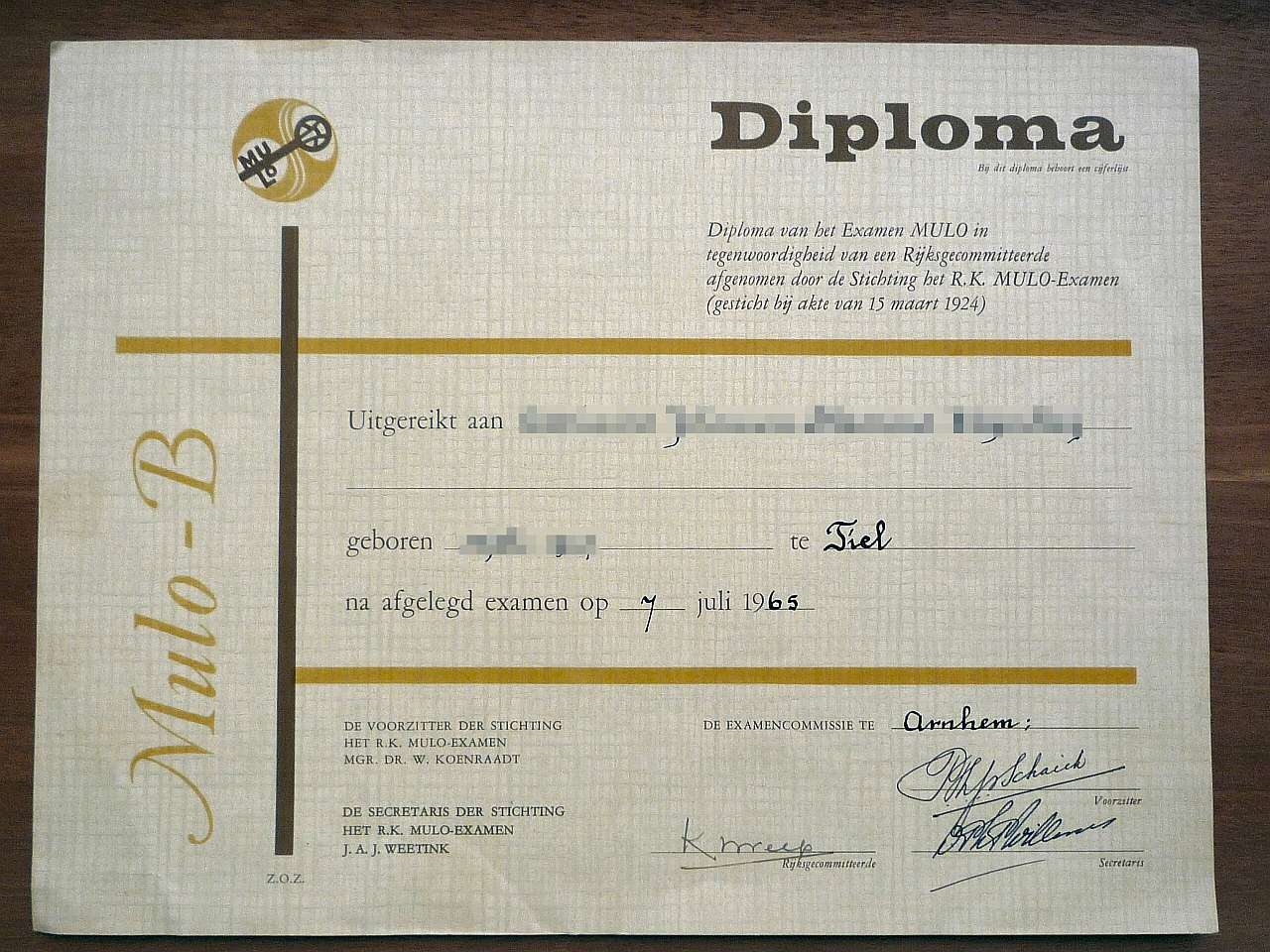
Nederlands Mulo-B diploma, 1965

Een diploma is een bewijs van afsluiting van een opleiding of een bewijs van het beheersen van leerstof of praktische ervaring. Het diploma wordt meestal behaald door middel van een examen. Dit kan, afhankelijk van het diploma, een praktijk- of theorie-examen zijn, of zelfs een combinatie van deze twee.
Meestal wordt er van een diploma gesproken wanneer iemand een opleiding heeft afgerond zoals het voorbereidend middelbaar beroepsonderwijs (vmbo), hoger algemeen voortgezet onderwijs (havo), secundair onderwijs, voorbereidend wetenschappelijk onderwijs (vwo), of mbo. Ook in het hoger onderwijs deelt men universitaire en andere diploma's uit, zoals in het hoger beroepsonderwijs.
Er kan echter ook een diploma worden afgegeven puur op het kunnen of de kennis van de kandidaat, zoals bij het veterstrikdiploma en het staatsexamen (in Nederland) en bij de Vlaamse examencommissie het geval is.
Sinds de geleidelijke verandering van het schoolsysteem wordt er meer en meer gevraagd naar een diploma wanneer men naar een baan solliciteert. Daarom vinden veel mensen, waaronder de meeste politici, dat het voltooien van het voortgezet onderwijs en het hebben van een startkwalificatie gestimuleerd moet worden.
Er zijn verschillende namen voor diploma's:
- een akte is een synoniem voor diploma.
- in Nederland wordt een universitair diploma ook vaak een bul genoemd.
- in de Rijnvaart spreekt men van een patent, zoals het Rijnschipperspatent of groot patent.
- in de luchtvaart, bij diverse sporten zoals de duiksport en bij de Belgische politie heeft men het over een brevet.
- in het wegverkeer gaat het om het rijvaardigheidsbewijs.
- bij paardensport spreekt men van een ruiterbewijs en in de golfsport van een golfvaardigheidsbewijs.
- een getuigschrift of certificaat hoeft niet altijd te betekenen dat een examen is gedaan.
- een vakdiploma is een bewijs van deskundigheid en vakkundigheid voor een bepaald beroep.

Soms is het behalen van een diploma een toelatingsvoorwaarde:
- om een beroep uit te oefenen; bijvoorbeeld: alleen houders van een universitair artsendiploma mogen zich als arts laten registreren.
- om aan een andere opleiding te beginnen. De toelating tot het hoger onderwijs in Vlaanderen stelt het bezit van het "Diploma Secundair Onderwijs" als voorwaarde.

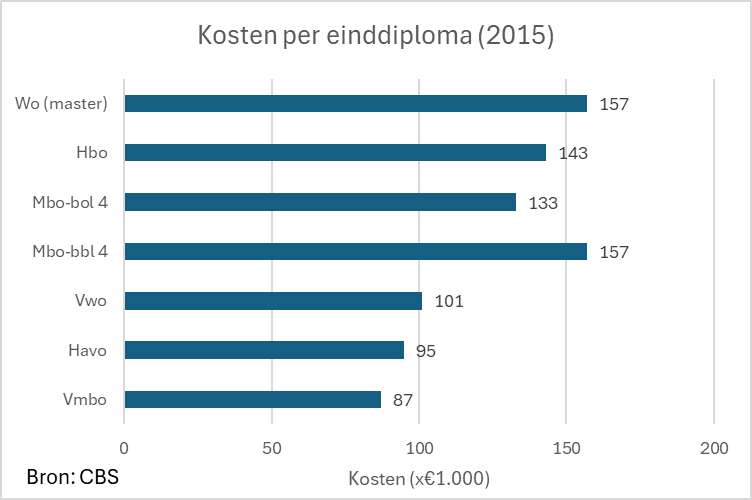
Kosten van een diploma in Nederland